# Upravljanje vodnim resursima
Upravljanje vodama je temeljna djelatnost za to zaduženih državnih ustanova prema kojima se u skladu načela održivoga razvoja, ostvaruje cjeloviti nadzor i upravljanje. 
Upravljanje vodama traži interdisciplinarni pristup upravo zato što se radi o ekološki osjetljivom resursu, stoga vodni resursi imaju tri karakteristike:
- Svaki zahvat nad vodnim resursima jest zahvat u okoliš
- Vodni resurs prostorno je i vremenski promjenjiv
- Svaki zahvat nad vodnim resursima traži usuglašavanje potreba

Hrvatske vode u cijelosti upravljaju vodnim resursima Republike Hrvatske, na četiri vodna područja koja obuhvaćaju jedan ili više slivova glavnih riječnih vodotoka ili njihovih dijelova, koji čine prirodnu hidrografsku cjelinu.

## Vodni resursi RH - vodna područja
- vodno područje sliva Save
- vodno područje slivova Drave i Dunava
- vodno područje primorsko-istarskih slivova
- vodno područje dalmatinskih slivova

## Aktivnosti upravljanja vodama
- Sljedeće aktivnosti predstavljaju upravljanje vodama:
  - uređivanje i zaštita od štetnog djelovanja voda,
  - korištenje voda,
  - zaštita voda i mora od onečišćenja i zagađenja.

### Osnovna načela upravljanja vodnim resursima
- voda je nezamjenljiv uvjet života i rada. Obveza je svih osoba pozorno čuvati njezinu kakvoću, štedljivo i racionalno je koristiti.

- Vodama se upravlja prema načelu jedinstva vodnog sustava i načelu održivog razvoja, kojim se zadovoljavaju potrebe sadašnje generacije i ne ugrožavaju pravo ni mogućnost budućih generacija da to ostvare za sebe.

- Voda ne poznaje granice - teritorijalne jedinice za upravljanje vodama jesu voda i slivna područja kao hidrografske i gospodarske cjeline. Granice administrativno- teritorialnih jedinica ne mogu biti zaprekom za integralno upravljanje vodama na tim područjima.

- U pripremi i donošenju planova koji su osnova upravljanja vodama polazi se od obveze cjelovite zaštite okoliša i ostvarivanja općeg i gospodarskog razvoja Republike Hrvatske.

- Za korištenje voda koje prelaze granice dopuštene opće uporabe, kao i za svako pogoršanje kakvoće vode, plaća se naknada razmjerno koristi odnosno stupnju i opsegu utjecaja na promjene u stanju voda.

- Propisima kojima su utvrđeni zadaci i obveze ulaganja u poboljšanju vodnog sustava moraju se utvrditi i izvori za njihovo financiranje.

### aktivnosti vodnog gospodarstva
- istraživanja vodnih resursa u cilju racionalnog upravljanja vodama
- monitoring količina i razina površinskih, podzemnih voda i nanosa
- monitoring kakvoće površinskih voda i sedimenta, podzemnih voda i priobalnog mora
- monitoring komunalnih i industrijskih otpadnih voda
- uređenje voda, građenje regulacijskih i zaštitnih vodnih građevina te vodnih građevina za melioracijsku odvodnju.
- tehničko i gospodarsko održavanje vodotoka, vodnog dobra, regulacijskih i zaštitnih vodnih građevina uključujući održavanje plovnih puteva i građevina za zaštitu od erozija i bujica, te vodnih građevina za melioracijsku odvodnju.
- obrana od poplava i leda na državnim vodama, sukladno Državnom planu obrane od poplava
- obrana od poplava na lokalnim vodama, zaštita od erozija i bujica, te melioracijska odvodnja, sukladno planovima obrane od poplava za slivna područja, koje donose županijske skupštine
- zahvaćanje, crpljenje i uporaba površinskih i podzemnih voda za potrebe vodoopskrbe i navodnjavanja
- zahvaćanje i uporaba voda za potrebe ribnjačarstva
- sudjelovanje u planiranju, pripremi i izgradnji složenih hidroenergetskih sustava, poglavito višenamjenskih
- koordinacija provedbe Državnoga plana za zaštitu voda
- koordinacija planiranja zaštite voda regionalnih i lokalnih zajednica
- prevencija od akcidentnih zagađenja i nužne sanacije
- sudjelovanje u planiranju, pripremi i izgradnji projekata odvodnje i pročišćavanja otpadnih voda

## Poveznice
- Hidromehanika
- Hidrologija

### hidrotehničke discipline
- Iskorištavanje vodnih snaga
- Hidrotehničke melioracije
- Hidrotehničke građevine
- Hidrotehničke regulacije
- Hidrotehnički sustavi

## Vanjske poveznice
- hidrološki pristup vodnom resursu sliva, Mr. Vladimir Patrčević, dipl. ing. građ. PDF  Arhivirana inačica izvorne stranice od 27. rujna 2007. (Wayback Machine)
- Plan upravljanja slivom rijeke Krke, dr.sc. Damir Jukić, dipl.ing.građ - Hrvatske vode, Split 2006.PDF  Arhivirana inačica izvorne stranice od 9. listopada 2007. (Wayback Machine)